# Chester (Pennsylvanie)
Pour les articles homonymes, voir Chester.
Chester est une ville de Pennsylvanie, située au sud-ouest de Philadelphie. Dans cette ville on trouve l'université privée Widener.
Banlieue défavorisée de Philadelphie sur les berges de la rivière Delaware, Chester s'est fait remarquer par le fort taux de criminalité. Entre 2008 et 2010 y est construit le PPL Park, le stade de soccer de l'Union de Philadelphie.

## Économie
Un chantier naval, le Sun Shipbuilding & Drydock Co., fut en activité dans cette ville de 1917 à 1989.

## Personnalités liées à la ville
- John Ernst Worrell Keely (1837-1898), inventeur américain, y est né ;
- Fred Draper (1923-1999), acteur américain, y est né ;
- Frédia Gibbs (1963-), boxeuse américaine, y est née ;
- Rondae Hollis-Jefferson (1995-), joueur professionnel de basket-ball, y est né